# Pajęcznica
Pajęcznica (Anthericum L.) – rodzaj roślin z rodziny szparagowatych. Tradycyjnie zaliczano tu 65 gatunków, w większości afrykańskich, ale większość z nich przeklasyfikowana została do rodzaju zielistka (Chlorophytum). Obejmuje 8 gatunków, przy czym przynależność tu czterech gatunków wschodnioafrykańskich podawana jest w wątpliwość. Wątpliwości nie budzi przynależność do rodzaju czterech gatunków występujących w Europie, z zasięgami obejmującymi także Azję Mniejszą i północno-zachodnią Afrykę. Do flory Polski należą dwa gatunki: pajęcznica liliowata A. liliago i pajęcznica gałęzista A. ramosum. 
Pajęcznica liliowata bywa uprawiana jako roślina ozdobna.

## Systematyka
Jeden z wielu rodzajów z dawnej rodziny liliowatych (Liliaceae) (system Cronquista z 1981), który wraz z najbliższymi krewnymi jest w ostatnich kilkunastu latach bardzo różnie ujmowany przez taksonomów. Preferujący wyróżnianie wielu drobnych rodzin (np. system Reveala z lat 1993–1999) wyodrębniali rodzinę pajęcznicowatych Anthericaceae J. Agardh. W pierwszych wersjach systemu APG (1998, 2003) rodzaj zaliczany był do rodziny agawowate (Agavaceae), która w wersji z 2009 została zdegradowana do rangi podrodziny.
Na podstawie badań molekularnych dowiedziono, że rodzaj zachować może charakter monofiletyczny tylko po jego ograniczeniu do gatunków europejskich. Gatunki te tworzą bowiem klad siostrzany do linii rozwojowej obejmującej gatunki afrykańskie Anthericum wraz z przedstawicielami rodzaju zielistka (Chlorophytum).
Pozycja systematyczna według Angiosperm Phylogeny Website (aktualizowany system APG IV z 2016)
Jeden z rodzajów podrodziny agawowych (Agavoideae) w obrębie szparagowatych (Asparagaceae s.l.). W obrębie podrodziny wchodzi w skład grupy liczącej w sumie 8 rodzajów, stanowiącej klad siostrzany dla dwóch rodzajów – Herreria i Herreriopsis. W systemie APG I i APG II rodzaj wyodrębniany był w rodzinie agawowatych Agavaceae.
Wykaz gatunków
Występujące w Europie, Afryce północno-zachodniej i Azji Mniejszej:
- Anthericum baeticum (Boiss.) Boiss.
- Anthericum × confusum Domin
- Anthericum liliago L. – pajęcznica liliowata
- Anthericum maurum Rothm.
- Anthericum ramosum L. – pajęcznica gałęzista

Występujące w Afryce Wschodniej:
- Anthericum angustifolium Hochst. ex A.Rich.
- Anthericum corymbosum Baker
- Anthericum jamesii Baker
- Anthericum neghellense (Cufod.) Bjorå & Sebsebe